# 夹心饼干

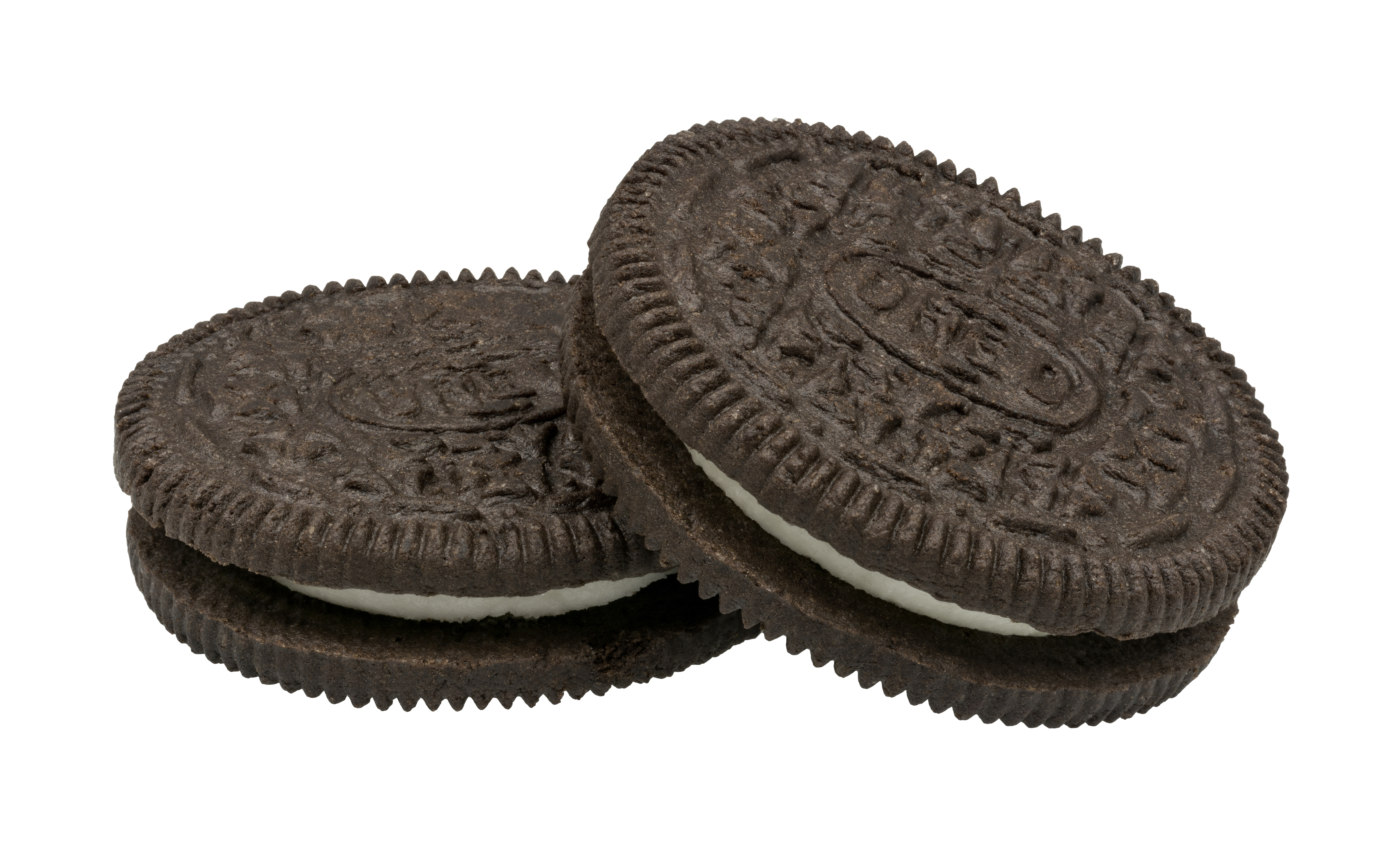
奥利奥夹心饼干

夹心饼干是指在两块饼干之间添加糖、油脂或果酱等各种夹心料的饼干。其中的夹心料有奶油、甘纳许、巧克力、奶酪、果酱、花生酱、水果凝乳以及冰淇淋。 